# France 4
France 4 és una cadena de televisió de servei públic francès pertanyent a France Télévisions. La seua oferta és de caràcter general enfocada a un públic juvenil i la cobertura d'esdeveniments i espectacles, i solament està disponible en obert a través de la televisió digital terrestre.

## Història
El canal sorgeix el 24 de juny de 1996 com un temàtic que alimentara l'oferta del nou operador de satèl·lit TPS, del qual France Télévision era accionista. Així sorgí "Festival", un nou canal que s'encarregaria de programar pel·lícules de prestigi i grans sagues cinematogràfiques.
En l'any 2001 el govern socialista de Lionel Jospin sol·licità al president de France Télévisions iniciar un projecte de canals a través de la nova tecnologia de la televisió digital terrestre, al que es respongué amb un projecte de tres canals: France 1 (informació contínua), France 4 (dedicada a les regions franceses) i France 6 (re-emissions de France 2 i France 3 en diferents horaris). No obstant això, el canvi de govern i un reajustament en el pressupost variaren el projecte, passant a ser conformat per France 5 durant les 24 hores (El canal Arte aniria a part) i el canal del Parlament francès.
France Télévisions canvie d'opinió per a afegir un nou canal, que a causa de la falta de pressupost sorgiria a partir de Festival, encarregant per a això una nova graella i identitat corporativa. En 2002 el Consell Audiovisual francès autoritza la presència de Festival en la TDT, i la graella proposada es basaria en espectacles i esdeveniments, esport, ficció, cinema i sèries, convertint així al canal en una oferta mini-generalista. France 4 naixeria com a tal a l'abril de 2005.

## Programació
France 4 posseeix una oferta de caràcter mini-generalista. En els estatuts de France Télévisions es reserva al canal la cobertura d'esdeveniments culturals, artístics i espectacles. Dins de la seua programació té presència l'oferta esportiva, enfocada a diversos esdeveniments i campionats internacionals com Roland Garros, competicions futbolístiques franceses, la NFL o Mundials de judo o rugbi. Està enfocada a un públic juvenil, pel que també ofereix sèries internacionals (moltes d'elles dels Estats Units).
El canal és dirigit per France Télévisions (89%) i ARTE (11%). 